# Óscar (nombre)
Óscar, Oscar o Ascario es un nombre propio masculino de origen germánico, que significa 'lanza divina'.
En el santoral católico, este nombre se celebra el 3 de febrero en honor a san Ascario.

## Etimología
Se conocen dos supuestos orígenes del nombre Oscar/Óscar.

### Origen anglosajón
La hipótesis más popular explica que Oscar-Óscar derivó del nombre germánico Ansgar u Osgar, o del nombre en nórdico antiguo Ásgeirr, que significa ‘lanza de dios’.
Este nombre está formado por As cuya traducción es "Dios" (su plural, Æsir, los Ases, es el nombre que recibe la principal estirpe de dioses nórdicos) más Geirr, cuyo significado es la "lanza".

### Gaélico
En las leyendas irlandesas, Óscar era el hijo del héroe Ossian —considerado el más grande poeta de su pueblo— y del hada Niamh.
El término significa ‘amante de venados’ en idioma gaélico, al combinar los términos os (venado) y cara (amante). Es posible que, luego de la conquista de Irlanda por los vikingos en el siglo IX, ambos nombres hayan terminado por fusionarse antes de extenderse al resto de Europa.

## Historia
A través de las obras de James Macpherson, estas leyendas mitológicas irlandesas fueron reescritas y popularizadas en Europa.
Napoleón Bonaparte, fanático de estas obras, habría elegido Oscar como nombre para su ahijado, que posteriormente sería coronado como Óscar I de Suecia. La denominación del monarca amplió la popularidad del nombre en los principales países germánicos y escandinavos.
Por ejemplo, en Suecia durante 2004 los nombres Oscar y Oskar fueron el 18.º y el 29.º más populares entre los recién nacidos, cifras similares a las de las últimas décadas. En cambio, en Estados Unidos, el nombre alcanzó su mayor cifra de popularidad hacia los años 1880, cuando estuvo entre los 30 nombres más utilizados para los recién nacidos, debido a la amplia entrada de inmigrantes de origen germano y escandinavo; con los años, su uso decayó y durante los años 2000, se ha mantenido cerca del 120.º lugar.

## Variantes

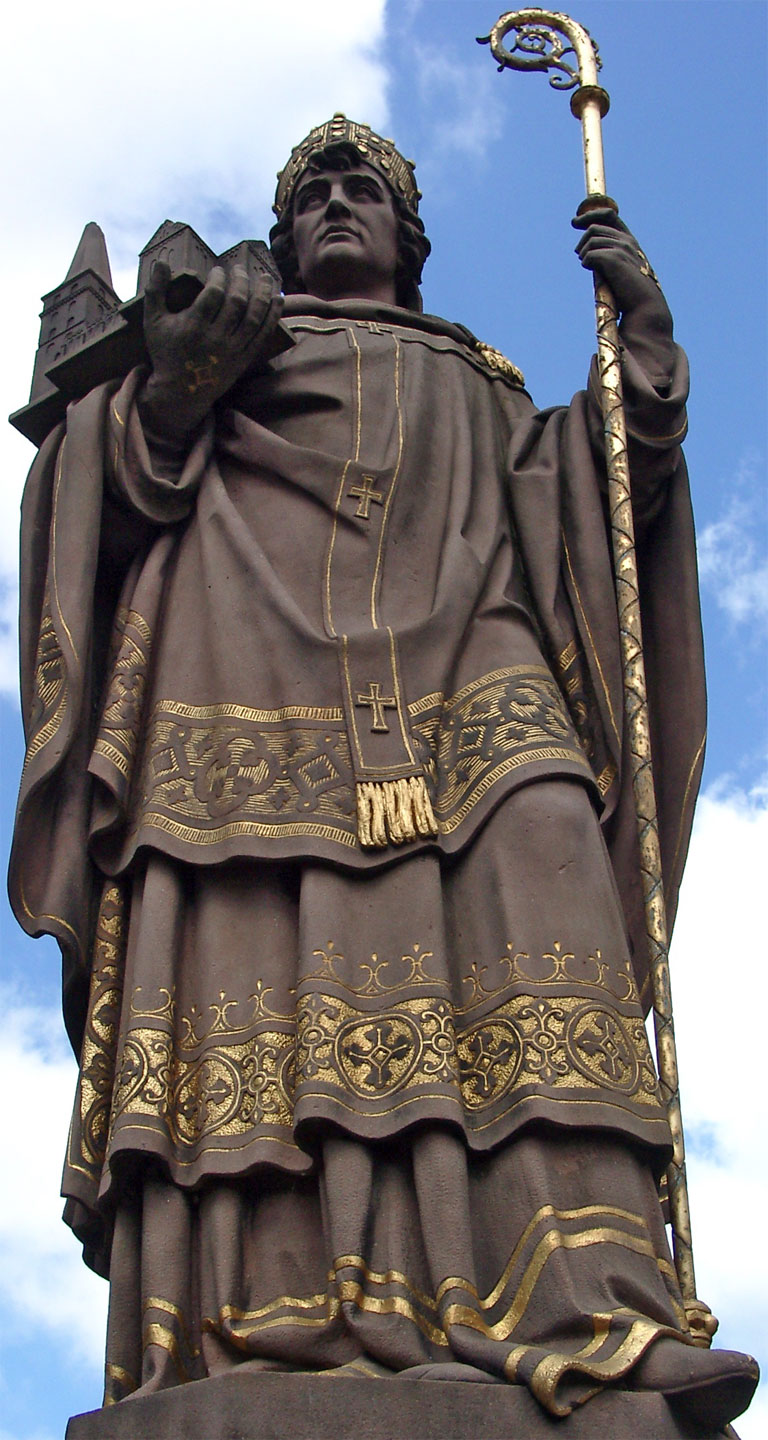
San Óscar.

- Anscario.
- Femenino: Óscara, Oscarina.

### Variantes en otros idiomas
| Variantes en otras lenguas | Variantes en otras lenguas |
| -------------------------- | -------------------------- |
| Alemán                     | Oskar                      |
| Asturiano                  | Oscar                      |
| Búlgaro                    | Оскар (Oskar).             |
| Catalán                    | Òscar / Anscari            |
| Checo                      | Oskar                      |
| Danés                      | Oscar                      |
| Español                    | Óscar                      |
| Esperanto                  | Oskaro                     |
| Euskera                    | Oskar                      |
| Finlandés                  | Oskari                     |
| Francés                    | Oscar                      |
| Gallego                    | Óscar                      |
| Georgiano                  | ოსკარი (Oskari).           |
| Griego                     | Όσκαρ (Oskar).             |
| Húngaro                    | Oszkár                     |
| Inglés                     | Oscar                      |
| Islandés                   | Óskar                      |
| Italiano                   | Oscare, Oscar              |
| Japonés                    | オスカル (Osukaru)         |
| Latín                      | Anscharius                 |
| Letón                      | Oskars                     |
| Lituano                    | Oskaras                    |
| Neerlandés                 | Oscar, Oscaar              |
| Noruego                    | Oskar                      |
| Polaco                     | Oskar                      |
| Portugués                  | Óscar                      |
| Rumano                     | Oscar                      |
| Ruso                       | Оскар (Oskar).             |
| Sueco                      | Oskar                      |

## Personajes célebres

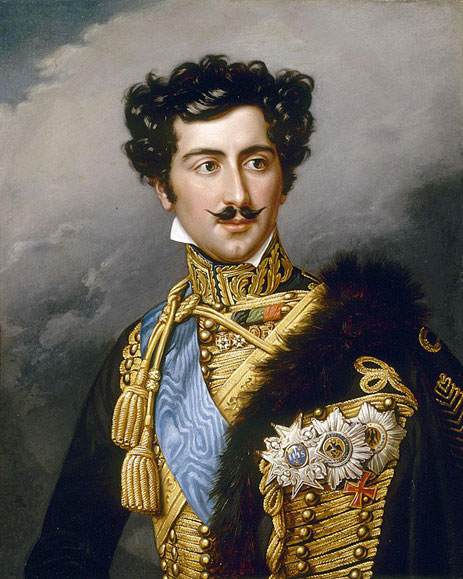
Óscar I de Suecia.

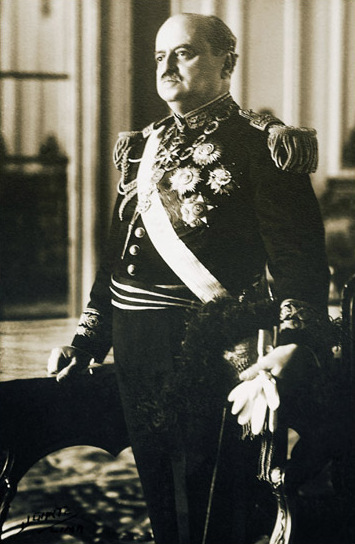
Óscar R. Benavides.

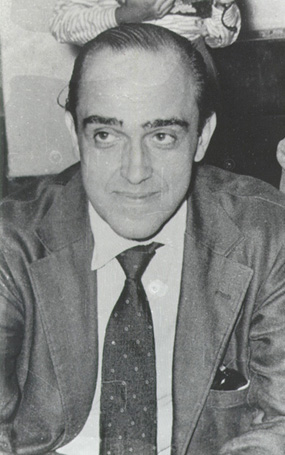
Oscar Niemeyer.

### Otras personalidades
- Oscar (801-865), santo franco.
- Oscar Alemán (1909-1980), guitarrista argentino de jazz.
- Oscar Alende (1909-1996), médico y político argentino.
- Óscar Arias (1940–), premio Nobel de la Paz y presidente costarricense en dos ocasiones (1986-1990 y 2006-2010).
- Óscar R. Benavides (1876-1945), presidente peruano.
- Óscar Berger (1946–),empresario y presidente guatemalteco.
- Oscar Blotta (1918-2007), dibujante argentino.
- Oscar Ringo Bonavena (1942-1976), boxeador argentino.
- Oscar Cardozo Ocampo (1942-2001), músico y compositor argentino.
- Óscar Castro (1910-1942), escritor y poeta chileno.
- Óscar Castro (1950- ), actor y director teatral chileno.
- Óscar Chávez (1935–2020), cantautor y actor mexicano.
- Oscar Cullmann (1902-1999), teólogo protestante francés.
- Óscar de la Hoya (1973–), exboxeador y cantante mexicano-estadounidense.
- Óscar de la Renta (1932–2014), diseñador dominicano.
- Oscar D’León (1943–), músico venezolano..
- Óscar Domínguez, pintor surrealista español.
- Oscar Döring (1844-1917), físico y matemático germanoargentino.
- Oscar Dronjak, guitarrista fundador de la banda de heavy metal Hammerfall.
- Óscar Esplá (1889-1976), compositor español.
- Óscar Esquivias (1972), escritor español.
- Oskar Fischinger, animador, pintor y realizador de cine alemán.
- Oscar Flores Tapia, periodista, escritor y político mexicano.
- Óscar Freire, ciclista español.
- Óscar García Junyent, futbolista español.
- Óscar Diego Gestido (1901-1967), militar y político uruguayo.
- Oscar Gutiérrez (Rey Mysterio), luchador de lucha libre mexicano.
- Óscar Jaenada, actor español.
- Oskar Kallis, pintor estonio.
- Oskar Klein, físico teórico sueco.
- Oskar Kokoschka, artista y poeta austríaco.
- Óscar Ladoire, actor español..
- Oskar Lafontaine, político alemán.
- Oskar Lange, economista, diplomático y político polaco.
- Oscar Lescano, sindicalista y político argentino.
- Oscar Lewis, historiador estadounidense.
- Oscar Más, futbolista argentino.
- Oskar Merikanto, compositor finlandés.
- Oscar Moro (1948-2006), músico y baterista argentino.
- Óscar Nebreda, historietista español.
- Oscar Niemeyer (1907–2012), arquitecto brasileño.
- Óscar Olivares, ilustrador venezolano.
- Óscar Osorio, presidente salvadoreño.
- Oskar Panizza, médico y escritor alemán.
- Óscar Pereiro, ciclista español.
- Óscar Pérez Solís, político y militar español.
- Oscar Peterson, músico canadiense.
- Óscar Romero (1917-1980), arzobispo salvadoreño asesinado por el Gobierno.
- Oskar Schindler (1908-1974), industrial y hombre de negocios alemán que salvó a unos 1200 judíos del Holocausto Nazi.
- Oskar Schlemmer, pintor, escultor y diseñador alemán.
- Oskar Schlömilch, matemático alemán.
- Oscar Schmidt, baloncestista brasileño.
- Óscar Sevilla, ciclista español.
- Oscar Straus (1870-1954), compositor austriaco.
- Óscar Tusquets, arquitecto, pintor y diseñador español.
- Oskar Eberhard Ulbrich, botánico, micólogo y pteridólogo alemán.
- Óscar I, rey de Suecia y Noruega entre 1844 y 1859..
- Oskar Vogt, físico y neurólogo alemán.
- Oskar von Hutier, general alemán.
- Oskar Werner (1922-1984), actor austríaco.
- Oscar Wilde (1854-1900), escritor irlandés.
- Oscar Zariski, matemático estadounidense.
- Oscar Vallejo, actor, músico, productor musical, compositor, escritor e ingeniero de audio mexicano.

### Desambiguaciones de nombre y apellido
| - Óscar Díaz - Óscar Domínguez - Óscar Flores - Óscar García - Óscar Gómez | - Óscar González - Óscar Hernández - Óscar López - Óscar Ortiz - Óscar Rodríguez | - Óscar Rojas - Óscar Serrano - Óscar Vega |